# Amphoe Chom Bueng
Amphoe Chom Bueng (Thai: อำเภอจอมบึง) ist ein Landkreis (Amphoe – Verwaltungs-Distrikt) in der Provinz Ratchaburi. Die Provinz Ratchaburi liegt in der Zentralregion von Thailand. 

## Geographie

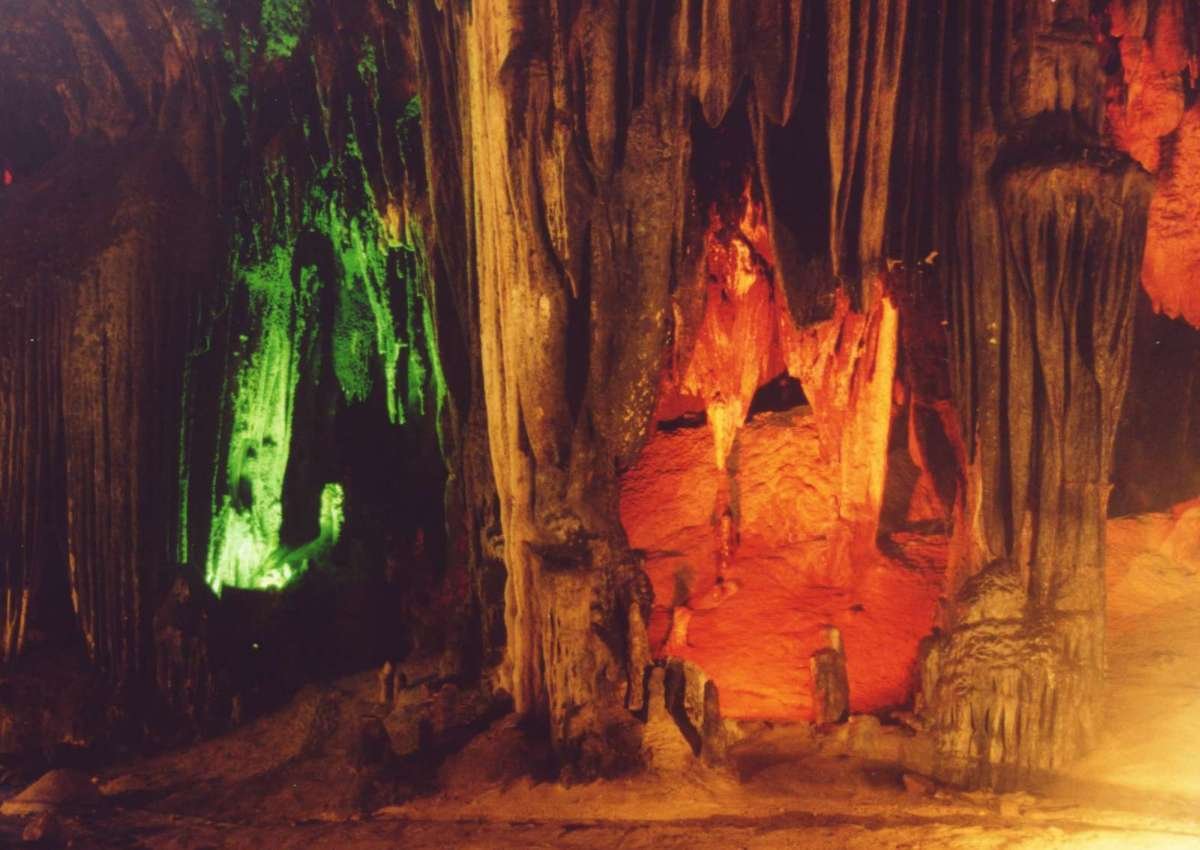
Khao-Bin-Höhle

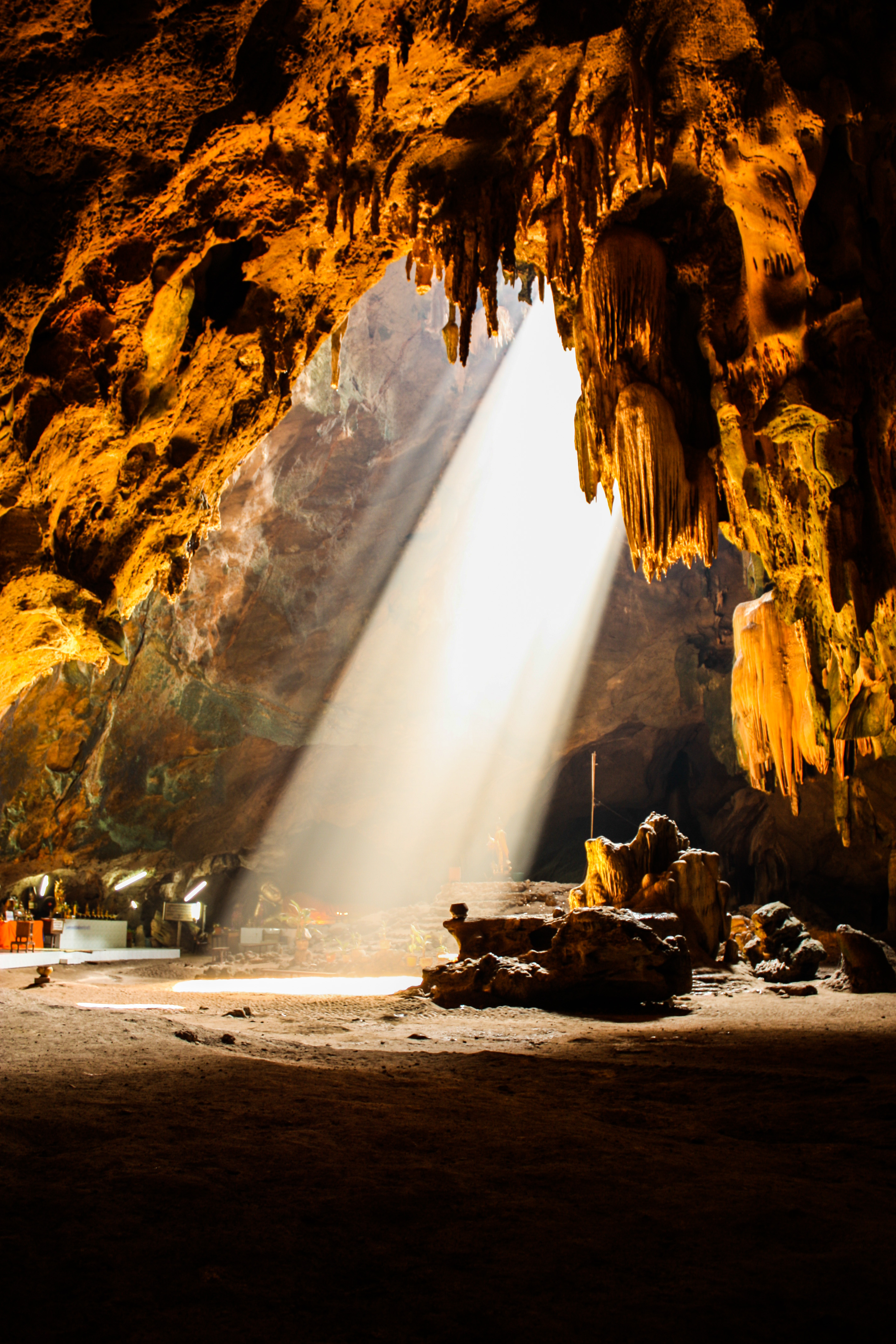
Chomphon-Höhle

Benachbarte Bezirke (von Norden im Uhrzeigersinn): die Amphoe Dan Makham Tia und Tha Muang der Provinz Kanchanaburi sowie die Amphoe Photharam, Mueang Ratchaburi, Pak Tho, Ban Kha und Suan Phueng der Provinz Ratchaburi.
Im Landkreis befinden sich mehrere Höhlen. Die Khao-Bin-Höhle wird als die schönste bezeichnet, in ihr gibt es viele Stalaktiten und Stalagmiten sowie einen heiligen See. Die Höhle ist nach einer Felsformation genannt, die wie ein fliegender Vogel aussieht. Als König Chulalongkorn (Rama V.) 1895 die Provinz besuchte, gab er der Chomphon-Höhle ihren Namen, da ein Stalaktit einer Epaulette eines Feldmarschalls ähnelte.

## Geschichte
König Chulalongkorn (Rama V.) und Königin Saovabha besuchten 1895 die Provinz Ratchaburi und dabei auch den Landkreis Chom Bueng. Als der König einen schönen, großen See erblickte, nannte er den Bezirk Großer See oder Chom Bueng und machte ihn zu einem „Zweigkreis“ (King Amphoe). 
Im Jahr 1958 erhielt Chom Bueng den vollen Amphoe-Status.

## Ausbildung
In Amphoe Chom Bueng befindet sich die Rajabhat-Universität Muban Chom Bueng.

## Verwaltung

### Provinzverwaltung
Der Landkreis Chom Bueng ist in sechs Tambon („Unterbezirke“ oder „Gemeinden“) eingeteilt, die sich weiter in 89 Muban („Dörfer“) unterteilen.
| Nr. | Name          | Thai      | Muban | Einw.  |
| --- | ------------- | --------- | ----- | ------ |
| 01. | Chom Bueng    | จอมบึง     | 13    | 14.805 |
| 02. | Pak Chong     | ปากช่อง    | 15    | 09.483 |
| 03. | Boek Phrai    | เบิกไพร    | 11    | 05.860 |
| 04. | Dan Thap Tako | ด่านทับตะโก | 20    | 13.208 |
| 05. | Kaem On       | แก้มอ้น     | 15    | 09.479 |
| 06. | Rang Bua      | รางบัว     | 15    | 09.090 |

### Lokalverwaltung
Es gibt zwei Kommunen mit „Kleinstadt“-Status (Thesaban Tambon) im Landkreis:
- Chom Bueng (Thai: เทศบาลตำบลจอมบึง) bestehend aus Teilen des Tambon Chom Bueng.
- Dan Thap Tako (Thai: เทศบาลตำบลด่านทับตะโก) bestehend aus Teilen des Tambon Dan Thap Tako.

Außerdem gibt es sechs „Tambon-Verwaltungsorganisationen“ (องค์การบริหารส่วนตำบล – Tambon Administrative Organizations, TAO)
- Chom Bueng (Thai: องค์การบริหารส่วนตำบลจอมบึง) bestehend aus Teilen des Tambon Chom Bueng.
- Pak Chong (Thai: องค์การบริหารส่วนตำบลปากช่อง) bestehend aus dem kompletten Tambon Pak Chong.
- Boek Phrai (Thai: องค์การบริหารส่วนตำบลเบิกไพร) bestehend aus dem kompletten Tambon Boek Phrai.
- Dan Thap Tako (Thai: องค์การบริหารส่วนตำบลด่านทับตะโก) bestehend aus Teilen des Tambon Dan Thap Tako.
- Kaem On (Thai: องค์การบริหารส่วนตำบลแก้มอ้น) bestehend aus dem kompletten Tambon Kaem On.
- Rang Bua (Thai: องค์การบริหารส่วนตำบลรางบัว) bestehend aus dem kompletten Tambon Rang Bua.